# Рудаков, Леонид Ефимович

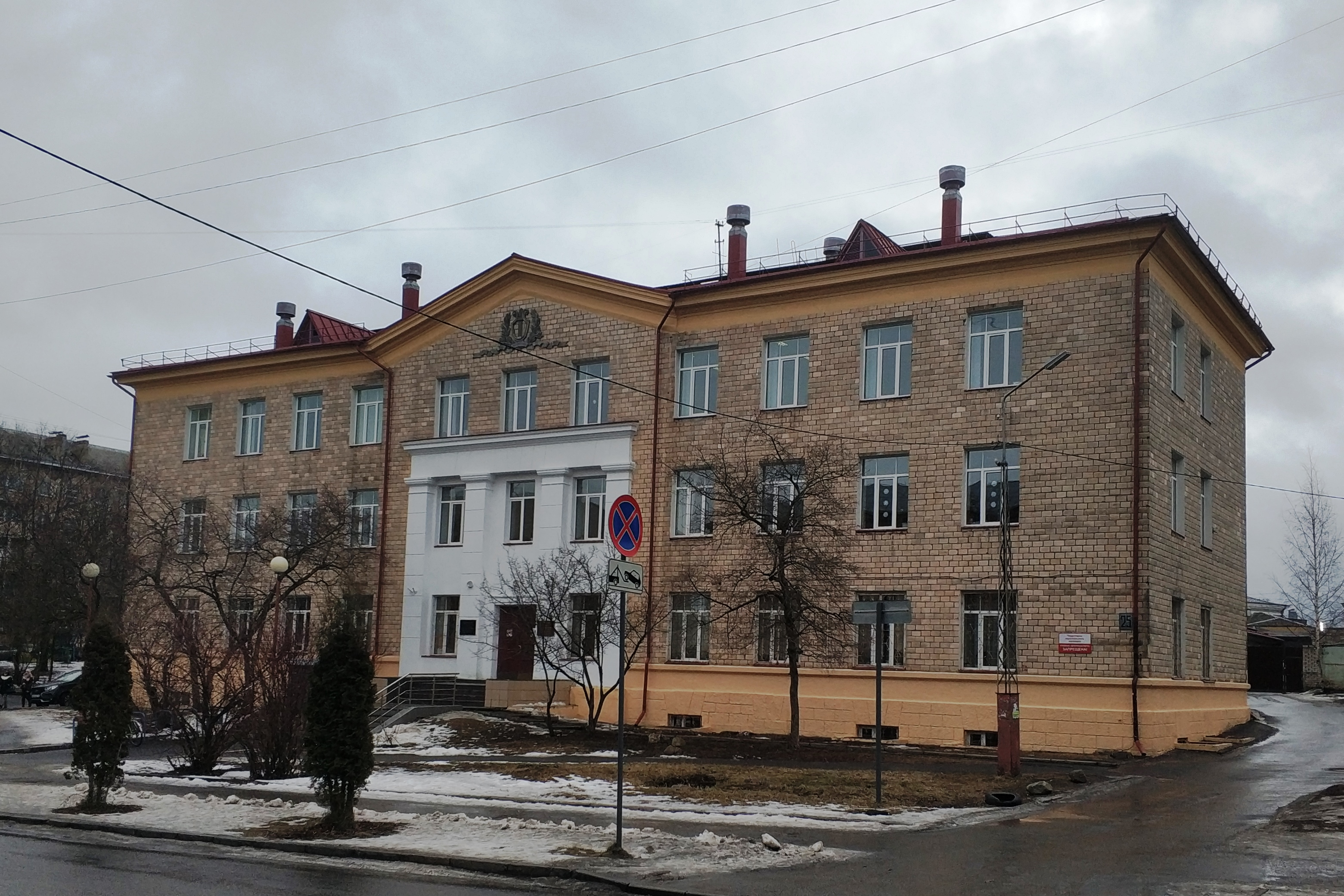
Здание Петрозаводского музыкального колледжа

Леони́д Ефи́мович Рудако́в (1913, Рассказово, Тамбовская губерния — 1987) — советский архитектор и краевед, главный архитектор Липецкой области — начальник отдела по делам архитектуры администрации Липецкой области (1955—1961).

## Биография
Л. Е. Рудаков в 1939 году окончил Московский архитектурный институт (МАрхИ). Участник Великой Отечественной войны.
В 1948—1955 годах работал заместителем начальника и начальником Управления по делам архитектуры Совета Министров Карело-Финской ССР. По проекту Рудакова в Петрозаводске было построено здание Музыкального училища.
28 мая 1955 года (после того как в 1954 году создана Липецкая область) Рудаков был назначен начальником отдела по делам архитектуры областной администрации. Первые два года, с 1955 по 1956 год отдел занимался проектированием лишь в Липецке, где шло масштабное строительство. В области почти ничего не строилось.
Под руководством Рудакова был разработан макет центральной части Липецка. Тогда на ней появились многие нынешние магистрали, которых в 1950-е годы не было. Например, Сапёрный спуск и площадь Плеханова. Помимо этого Рудаков курировал создание ансамбля на площади Ленина и выступил в защиту Христорождественского собора, который хотели взорвать. Он занимался его реставрацией и приспособлением под краеведческий музей.
В 1961 году Рудаков был снят с должности за разрешение на ремонт Христорождественской церкви на улице 9-го Января. Его сменил на должности И. И. Медведев.
Впоследствии Л. Е. Рудаков работал в управлении капитального строительства (УКС) тракторного и станкостроительного заводов, в техническом отделе «Липецкгражданпроекта».
Был инициатором сноса здания на Петровском спуске, которое считали заводской канцелярией времён Петра I. Это было необходимо для строительства Петровского подземного перехода (см. подробнее Петровский проезд). Рудаков провел исторические исследования, которые показали, что здание являлось лишь пристройкой к канцелярии Нижних заводов и ценности не имеет.
Автор книг по краеведению. Посвятил несколько книг памятникам архитектуры XVII—XIX веков на территории Липецкой области.

## Сочинения
- По следам легенд: очерки по истории городов и памятников архитектуры Липец. обл. / Л. Е. Рудаков. — Воронеж : Центр.- Чернозем. кн. изд-во, 1986. — 191 с.